# The Scooby & Scrappy-Doo/Puppy Hour
The Scooby & Scrappy-Doo/Puppy Hour is een Amerikaanse animatieserie geproduceerd door Hanna-Barbera en Ruby-Spears. De serie liep van 25 september 1982 t/m 3 september 1983 op ABC. In Nederland werden de onderdelen afzonderlijk door de VARA uitgezonden, waarbij The Puppy's New Adventures in het Nederlands was nagesynchroniseerd.

## Series
Elke aflevering van de serie duurde 60 minuten, en was opgebouwd uit drie afzonderlijke series:
- Scooby-Doo and Scrappy-Doo (Hanna-Barbera).
  - Scrappy and Yabba-Doo: een sub-serie van Scooby-Doo and Scrappy-Doo. Hierin deden alleen Scooby’s neefje Scrappy, Scooby’s broer Yabba-Doo en Deputy Dusty mee.
- The Puppy's New Adventures: een serie van Ruby-Spears over Petey the Puppy.

Het eerste half uur van de serie bestond uit 3 korte Scooby-Doo filmpjes, waarvan 1 onder de titel van Scrappy and Yabba-Doo. Het tweede half uur bevatte een 30 minuten durend verhaal van The Puppy's New Adventures.

## Afleveringen
De eerste drie titels zijn de korte filmpjes van Scooby and Scrappy-Doo/Scrappy and Yabba-Doo. De vierde titel is van The Puppy's New Adventures.
1. "The Maltese Mackerel" / "Dumb Waiter Caper" / "Yabba's Hustle Rustle" / "Treasure of the Ancient Ruins" (25 september, 1982)
2. "Catfish Burglar Caper" / "The Movie Monster Menace" / "Mine Your Own Business" / "The Puppy's Dangerous Mission" (2 oktober, 1982)
3. "Super Teen Shaggy" / "Basketball Bumblers" / "Tragic Magic" / "The American Puppy in Paris" (9 oktober, 1982)
4. "Beauty Contest Caper" / "Stakeout at the Takeout" / "Runaway Scrappy" / "The Puppy and the Pirates" (16 oktober, 1982)
5. "Who's Scooby-Doo?" / "Double Trouble Date" / "Slippery Dan the Escape Man" / "The Mystery of the Wailing Cat" (23 oktober, 1982)
6. "Cable Car Caper" / "Muscle Trouble" / "The Low-Down Showdown" / "The Puppy's Australian Adventure" (30 oktober, 1982)
7. "The Comic Book Caper" / "The Misfortune Teller" / "The Vild Vest Vampire" / "The Puppy and the Reluctant Bull" (6 november, 1982)
8. "A Gem of a Case" / "From Bad to Curse" / "Tumbleweed Derby" / "The Puppy's Hong Kong Adventure" (13 november, 1982)
9. "Disappearing Car Caper" / "Scooby-Doo and Genie-Poo" / "Law and Disorder" / "Honolulu Puppy" (20 november, 1982)
10. "Close Encounters of the Worst Kind" / "Captain Canine Caper" / "Alien Schmalien" / "The Puppy's Great Race" (27 november, 1982)
11. "The Incredible Cat Lady Caper" / "Picnic Poopers" / "Go East Young Pardner" / "The Puppy's Amazon Adventure" (4 december, 1982)
12. "One Million Years Before Lunch" / "Where's the Werewolf?" / "Up A Crazy River" / "Petey and the 101 Seals" (11 december, 1982)
13. "The Hoedown Showdown" / "Snow Job Too Small" / "Bride And Gloom" / "The Puppy's Great Escape" (18 december, 1982)

## Cast
- Don Messick – Scooby-Doo, Scrappy-Doo, Yabba-Doo
- Casey Kasem – Shaggy
- Frank Welker - Deputy Dusty
- Billy Jacoby - Petey the Puppy
- Nancy McKeon - Dolly
- Michael Bell - Duke, Dash
- Peter Cullen - Lucky